# Salvador Viorda
Salvador Viorda va ser un compositor català del qual solament es coneix i conserva un motet al fons musical de la Catedral-Basílica del Sant Esperit de Terrassa (TerC).

## Obra
1. Motet per 1 v i p (Fons de la Capella de Música de la Catedral-Basílica del Sant Esperit de Terrassa. Manuscrits d'autor - TerC)